# زوبتیناتس
زوبتیناتس (به صربی: Zubetinac) یک منطقهٔ مسکونی در صربستان است که در کنگاژواتس واقع شده‌است. زوبتیناتس ۱۹۱ نفر جمعیت دارد.